# آخرین دلدار او
« آخرین دلدار او» (به انگلیسی: His Latest Flame) عنوان ترانه‌ای است با صدای الویس پریسلی در سال ۱۹۶۱. این ترانه نخستین بار توسط خواننده‌ای به نام دل شاتون اجرا شده بود که موفقیتی کسب نکرد. این ترانه یکی از موفق‌ترین ترانه‌های الویس در سال ۱۹۶۱ بوده است که در میان ۱۰۰ آهنگ داغ بیلبورد مقام چهارم را دارد و در چارت نیر به مقام دوم رسیده است. همچنین این ترانه در انگلستان به مقام نخست بهترین ترانه رسید و چهار هفته در این مقام باقی ماند.